# Coelichneumon albicoxa
Coelichneumon albicoxa är en stekelart som beskrevs av Heinrich 1961. Coelichneumon albicoxa ingår i släktet Coelichneumon och familjen brokparasitsteklar. Inga underarter finns listade i Catalogue of Life.